# Джордан Белфърт
Джордан Белфърт (на английски: Jordan Belfort) е американски мотивационен оратор, бивш борсов брокер и писател на автобиографични книги.

## Биография
Той е обвинен и осъден за измама, свързана с манипулации на фондовия пазар както и за управляване на брокерска компания, която продава акции на изкуствено завишени цени, за което прекарва 22 месеца в затвора.
След излизането си от затвора пише мемоарния си роман „Вълкът от Уолстрийт“, който е публикуван през 2007 г. Той става бестселър и през 2013 г. е екранизиран във филма „Вълкът от Уолстрийт“ на режисьора Мартин Скорсезе с участието на Леонардо Ди Каприо, Джона Хил и Марго Роби.

## Произведения
- The Wolf of Wall Street (2007)
Вълка от Уолстрийт: Автобиография на човека, превзел финансовото сърце на Америка и паднал от върха на фондовата борса, изд. ИК „Колибри“ (2008), прев. Мария Бояджиева, Венцислав Венков
- Catching the Wolf of Wall Street: More Incredible True Stories of Fortunes, Schemes, Parties, and Prison (2009)
Залавянето на вълка от Уолстрийт, изд. ИК „Колибри“ (2009), прев. Венцислав Венков